# Rikard Pampuri
Rikard Pampuri (Trivolzo, 2. kolovoza 1897. – Milano, 1. svibnja 1930.), liječnik i svetac.

## Životopis
Ermínio Filippo Pampuri se rodio 2. kolovoza 1897. u mjestu Trivolzo. Nakon što ostaje siroče s 3 godine odlazi živjeti u kući ujaka u Torino. U Paviji završava gimnaziju. Nakon školovanja služi vojsku te sudjeluje u Prvom svjetskom ratu. Nakon rata na pavijskom sveučilištu 1921. diplomira s najboljom ocjenom. Kao liječnik radi od 1921. do 1927. u Morimondu. 24. listopada 1928. stupa u Treći red Svetog Franje Asiškog.
U srpnju 1927. ulazi u Bolnički red braće dobročinitelja i uzima ime Rikard. Umire u Milanu 1. svibnja 1930. Grob mu se nalazi u Trivolziu, nedaleko Milana. Papa Ivan Pavao II. proglasio ga je blaženim 1981., a zatim svetim 1989. godine. Slavi se 1. svibnja